# 生きる (ザ・クロマニヨンズの曲)
「生きる」（いきる）は、ザ・クロマニヨンズの17枚目のシングル。2018年8月29日に、自身のレーベルHAPPY SONG RECORDSからリリースされた。

## 解説
- 前作から1年経ってのリリース。通常盤、紙ジャケット仕様の初回仕様限定盤、完全生産限定アナログ盤の3形態で発売。
- リリースから4か月後、表題曲が日本テレビ系テレビドラマ『3年A組-今から皆さんは、人質です-』の主題歌に決定した。ザ・クロマニヨンズがドラマの主題歌を担当するのは、2015年に放送された同局の土曜ドラマ『ど根性ガエル』の主題歌「エルビス（仮）」以来約3年ぶりとなる。今回、ドラマ制作サイドからの熱烈なオファーを受け、既発のシングルが異例のドラマ主題歌となった[2]。

## 収録曲
全編曲：ザ・クロマニヨンズ
1. 生きる [2:51]
作詞・作曲：甲本ヒロト
日本テレビ系テレビドラマ『3年A組-今から皆さんは、人質です-』主題歌
2. 時のまにまに [2:03]
作詞・作曲：真島昌利

## 収録アルバム
| 曲名   | アルバム           | 発売日         | 備考                   |
| ------ | ------------------ | -------------- | ---------------------- |
| 生きる | レインボーサンダー | 2018年10月10日 | 12thオリジナルアルバム |

## 参加アーティスト
- 甲本ヒロト - ボーカル
- 真島昌利 - ギター
- 小林勝 - ベース
- 桐田勝治 - ドラムス